# Cvetković
 Cvetković  falu Horvátországban Zágráb megyében. Közigazgatásilag Jasztrebarszkához tartozik.

## Fekvése
Zágrábtól 31 km-re délnyugatra, községközpontjától 2 km-re délre fekszik. 

## Története
A település névadója egykori birtokosa egy 1257-ben egy "terra Chebden" néven szereplő birtok tulajdonosaként említett "Cuetk" nevű személy volt, akinek családját már 1249-ben "Cyvckoigi" alakban említik. 1347-ben a falu területe még birtokként "Terra generationis Cvetkowich" néven szerepel. 		
A falunak 1857-ben 864, 1910-ben 990 lakosa volt. Trianon előtt Zágráb vármegye Jaskai járásához tartozott. 2001-ben  692  lakosa volt. 

## Lakosság
| Lakosság változása | Lakosság változása | Lakosság változása | Lakosság változása | Lakosság változása | Lakosság változása | Lakosság változása | Lakosság változása | Lakosság változása | Lakosság változása | Lakosság változása | Lakosság változása | Lakosság változása | Lakosság változása | Lakosság változása |
| ------------------ | ------------------ | ------------------ | ------------------ | ------------------ | ------------------ | ------------------ | ------------------ | ------------------ | ------------------ | ------------------ | ------------------ | ------------------ | ------------------ | ------------------ |
| 1857               | 1869               | 1880               | 1890               | 1900               | 1910               | 1921               | 1931               | 1948               | 1953               | 1961               | 1971               | 1981               | 1991               | 2001               |
| 864                | 1012               | 1005               | 1080               | 996                | 990                | 970                | 956                | 970                | 994                | 907                | 814                | 778                | 708                | 692                |

## Nevezetességei
A Szent Imre-kápolna 1831-ben épült klasszicista stílusban. Egyhajós épület, téglalap alaprajzú hajóval, és a hajónál keskenyebb, félköríves apszissal, valamint a nyugati homlokzaton álló harangtoronnyal. A hajó csehsüvegboltozatos, az apszis félkupola. A falazott kórus a nyugati fal mentén található, míg a padozat kőlapokkal van burkolva. A főhomlokzatot a klasszicista szakrális építészet egyszerű elemei uralják, kiemelkedő sekély középső rizalittal, amely fölött harangtorony emelkedik. A geometrikus falfestés a 19. században készült. A berendezés a 19. századból származik, a Szent Fábián és Sebestyén oltárt F.Quiquerez festménye díszíti. A kápolna Jasztrebarszka környékének egyik legjelentősebb klasszicista kápolnája.
A Szent Rókus-kápolna a falu végén, egy domb lapos részén található. 1888-ban épült egyhajós faépületként, téglalap alaprajzzal. Méretei körülbelül 15x8 m. A kápolnát egy ötoldalú apszis zárja, a főhomlokzat feletti fa harangtoronnyal. A konzolos oromzatú fakápolnák közé tartozik. A belső tér boltozatos, széles fesztávú teknőboltozat. A szentélyben található a főoltár Szent Rókusnak, míg az északi fal melletti mellékoltár Szent Vidnek van szentelve. A kápolna értékes példája a fából készült szakrális épületeknek.